# Neolitsea incana
Neolitsea incana är en lagerväxtart som beskrevs av Adolph Daniel Edward Elmer. Neolitsea incana ingår i släktet Neolitsea och familjen lagerväxter. Inga underarter finns listade i Catalogue of Life.